# Florent Raimy
Florent Raimy, né le 7 février 1986 à Laon, est un footballeur international béninois. Il possède la double nationalité franco-béninoise.

## Biographie
Après avoir fait ses classes au sein du Stade de Reims il décide de rejoindre le CS Sedan Ardennes à l'âge de 17 ans. Sa carrière va connaître une jolie ascension quand il rejoindra l'équipe nationale béninoise. Il participe notamment à la Coupe d'Afrique des nations des moins de 20 ans, et au championnat du monde des moins de 20 ans aux Pays-Bas en juin 2005. Il compte à ce jour une sélection avec l'équipe nationale A. Il participe aux qualifications pour la Coupe du monde 2006. 
À 19 ans il décide de quitter Sedan pour rejoindre le Royal Excelsior Virton en 2e division belge. Plusieurs mois après il atterrit aux États-Unis, il jouera la saison 2007 pour les Cincinnati Kings. 
Le FC Oberneuland l'accueillera en décembre 2007, il n'y restera que deux mois. En mars 2008, il s'engage avec un club de deuxième division roumaine, le FCM Bacău. Raimy signe ensuite à Malte, au Marsaxlokk FC.
Après une saison ponctuée de succès, il est contacté par le club chypriote de l'Omónia Aradíppou dès la fin du championnat 2009/2010. Il s'y engage pour 2 ans. Florent décide d'un commun accord de résilier son contrat en novembre 2010.
En Janvier 2011, Raimy se ré-engage avec son ancien club de Marsaxlokk, en Première Ligue maltaise.